# 雅克-141战斗机
雅克-141战斗机（俄语：Як-141）北約代號「自由式」（Freestyle），是一架蘇聯研製的超音速垂直起降战斗机。然而由於計畫中止，Yak-141從未量產。

## 開發簡史

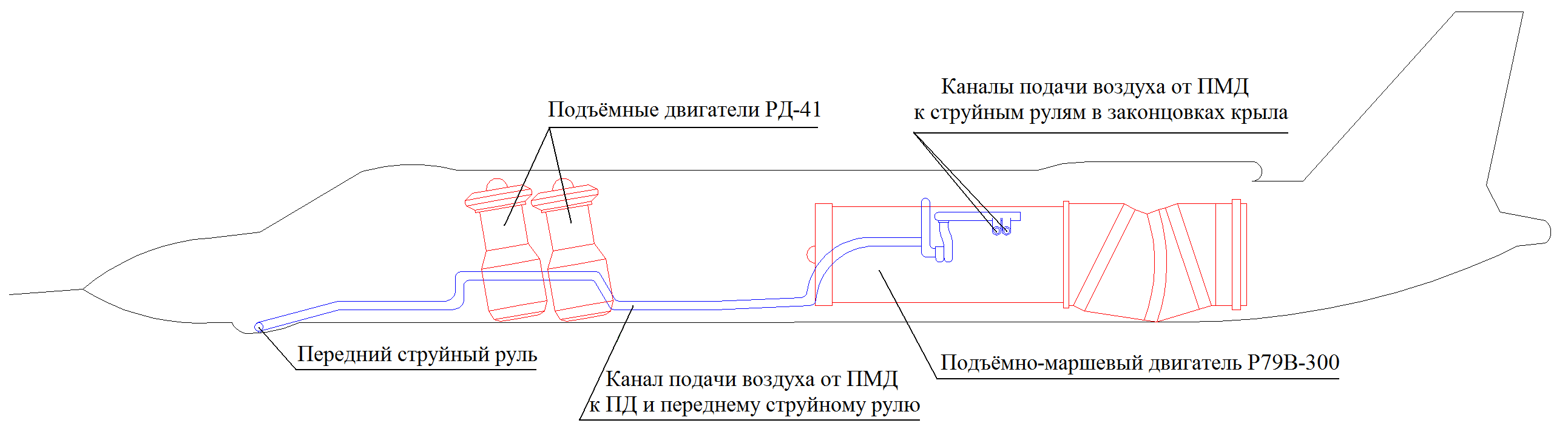
Yak-141的動力布置。靠近機首的兩台RD-41引擎負責提供升力。機身後半部份的R-79渦輪風扇引擎提供推進/升力混合動力。

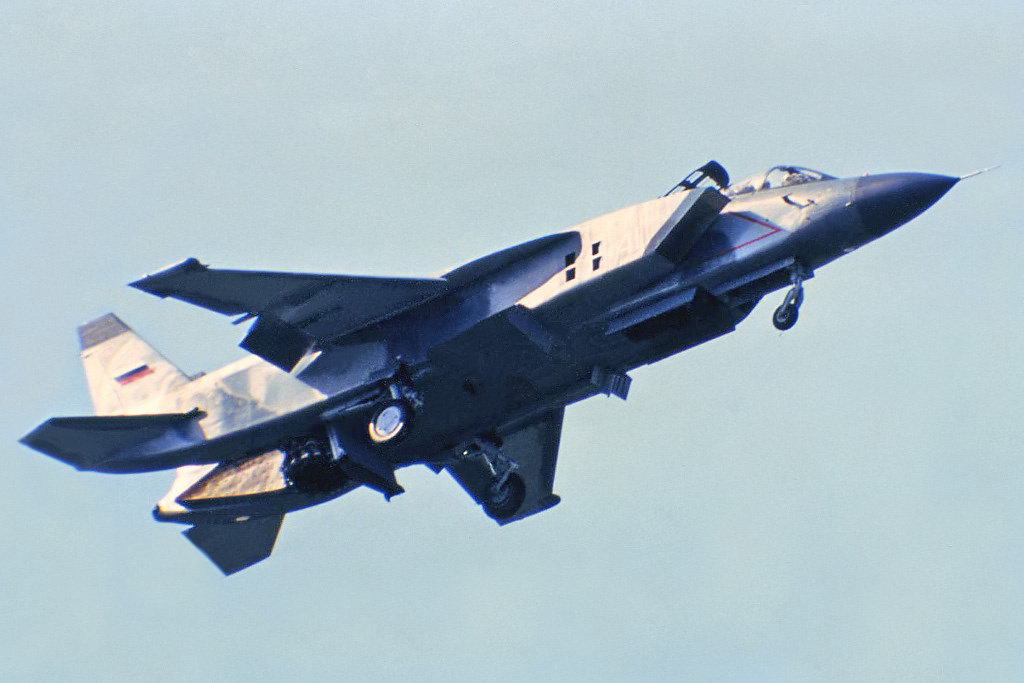
1992年在范堡羅航空展作飛行展示的雅克-141垂直/短距起降戰鬥機。

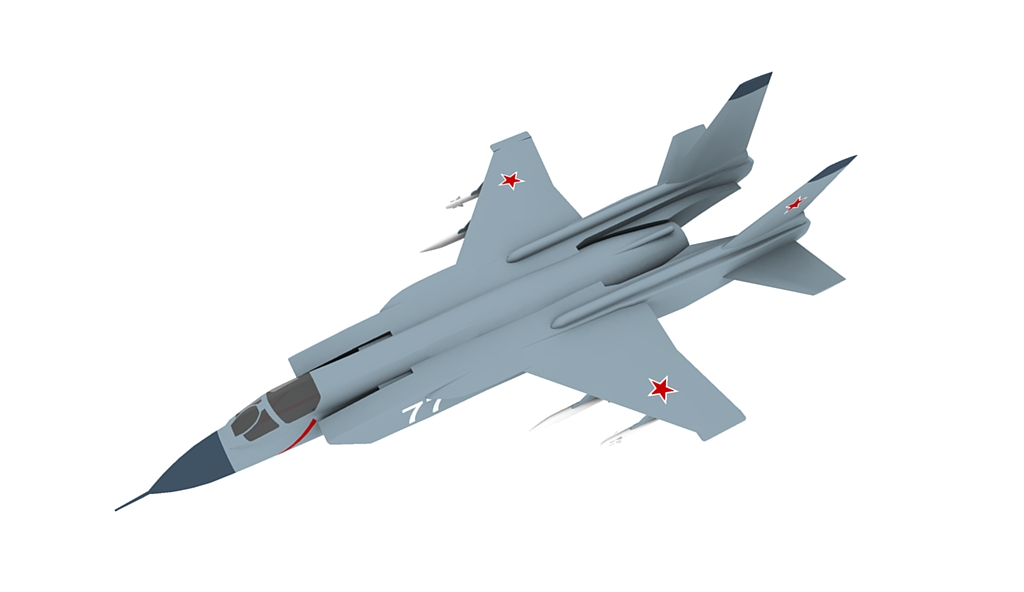
雅克-141

它以蘇聯短場起降飛機（雅克-38戰鬥機）為基礎，由於雅克-38事故率居高不下，過少的載彈量和作戰半徑獲得了"桅杆保衛者，和平鴿"的外號，1980年代中期就退出艦上勤務，1991年就退役了。作為改進換代的雅克-41，則是自1975年就開始設計，不過，由於重視飛彈戰術的蘇聯政府高層對航空母艦以及相關技術一直不上心，在蘇聯軍官費盡周折說服蘇聯政府高層才獲得十分有限的研發資金，這個大大限制了發動機的研製計畫，儘管早已製作出風洞模型以測試改進空氣動力外觀，但直到1989年第一架安裝了引擎和航電裝置的雅克-41原型機才開始試飛，到1991年時雅克-41已試飛了近200餘小時，按原計劃雅克-41研製工作將於1995年底全部結束。研發階段一共有4架原型機，編號分別為48-0、48-1、48-2以及48-3，48-0是結構及靜態疲勞測試機，48-1是地面動力測試平台，48-2以及48-3是飛行測試機。
1991年時，兩架編號為48-2、48-3的雅克-41M原型機在戈爾什科夫號航空母艦上分別由首席試飛員安·亞·辛尼岑及弗·阿·雅克伊莫夫進行試飛，48-2號原型機成功著艦、48-3號原型機在著艦時意外在艦上墜毀，試飛員彈射逃生得以生還。由於蘇聯解體，導致後來接手的俄羅斯的武器開發資金雪上加霜，加上試飛意外導致雅克-141計畫被迫中止。
北約給予該機的代號為為雅克-141“自由式”。

### 繼續開發
在獨立國協於1991年9月宣布不再為雅克-41M的開發進行資助以後，主導該機開發、蘇聯解體後私有化的雅科夫列夫設計局便尋求國際合作夥伴以獲得開發資金維持開發專案。恰逢此時洛克希德公司正在為競爭聯合先進攻擊技術開發X-35而遭遇技術難題，兩者一拍即合。1992年9月6日他們將可以飛行的48-2原型機拉到英國法茵堡航空展上展示，雅科夫列夫還宣布他們在1991年最後一個季度就開始了合作，並從中獲得了來自洛克希德的3.85億到4億美元的資金支援，並籍此得以製作多3台新的可飛行原型機，以及1台用作改進機身設計和航電裝置的靜態測試機。在這繼續開發的這段時間裡，雅克-41M的改進目標之一便是將短距起降時的最大起飛重量增至 21,500 公斤（約 47,400 磅）。其中一台新做的原型機還有複式駕駛裝置（作為教練機使用）。然而新做的原型機還是沒獲得試飛機會，48-2以及接替已墜毀的48-3號新機都在1993年的莫斯科航展上靜態展出過。而洛克希德則一直到1994年才承認與雅科夫列夫的合作，儘管X-35試驗機試飛成功後，《詹氏世界飛機大全2000-2001》認為其原型機的部分技術來自於當年洛克希德從雅科夫列夫手上購得的雅克-141的圖紙資料，但洛克希德在2014年的官方雜誌中則駁斥此一說法，表明X-35的3BSD在合作開始之前便已定案。而X-35現在發展成為F-35閃電II戰鬥機。

## 設計特點

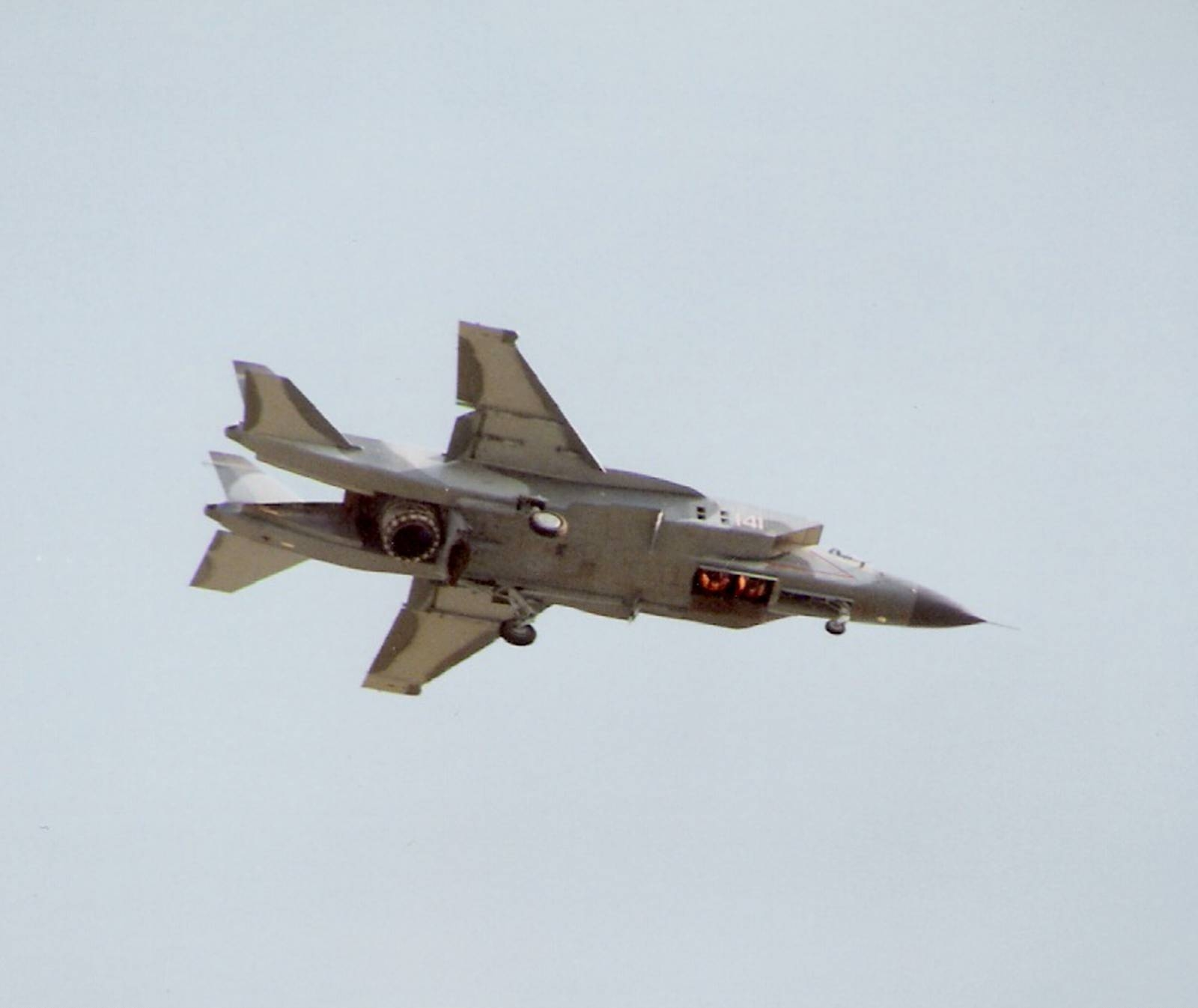
1992年在范堡羅航空展作飛行展示的雅克-141垂直/短距起降戰鬥機。

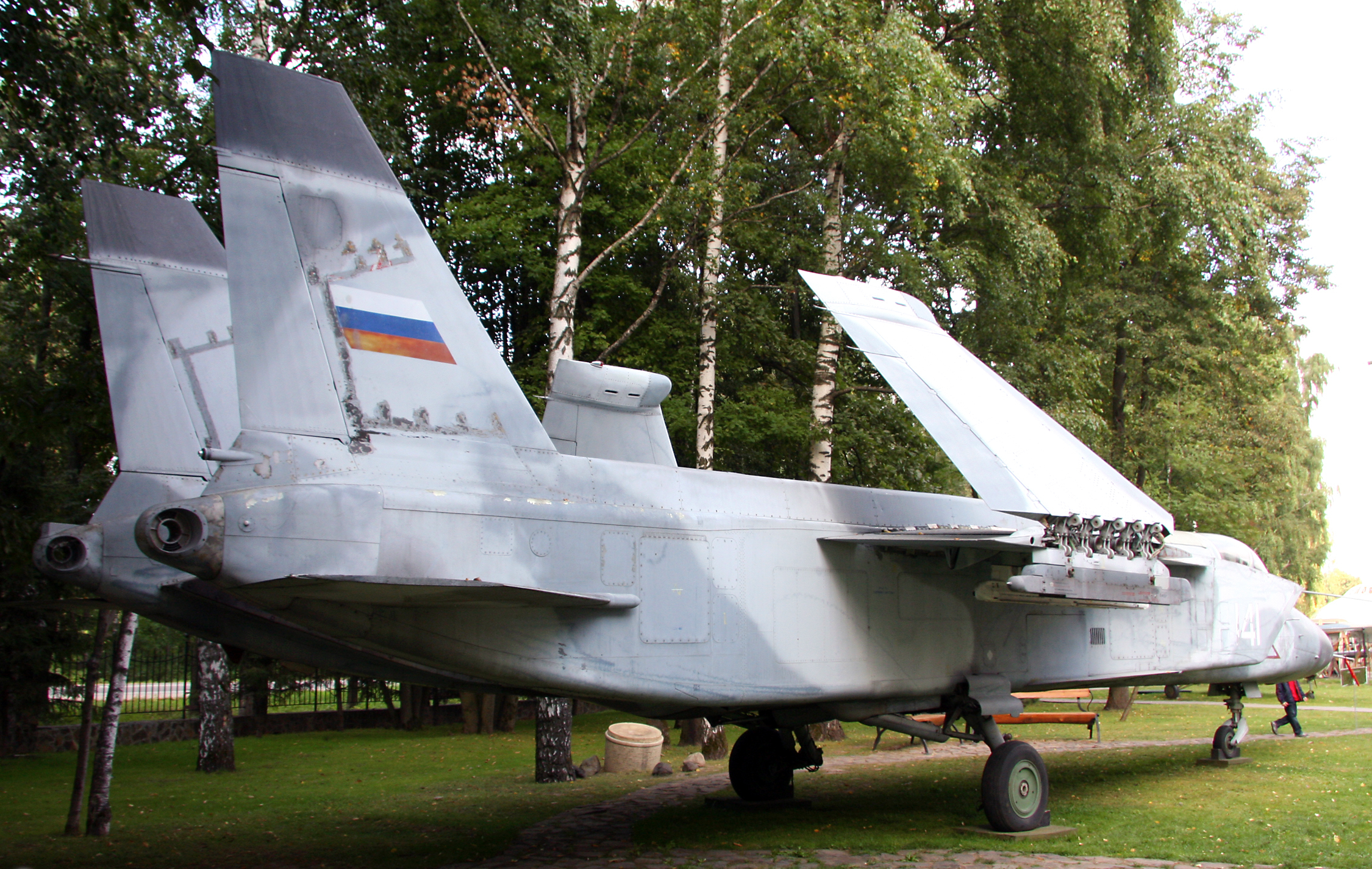
Yak-141的機翼可向上折起

Yak-141沿用Yak-38的垂直昇降系統設計，主要以主發動機作為「推進和升力動力」和以兩個昇舉發動機作為「升力動力」，但主發動機則改為向量噴嘴設計，進氣口改為類似F-15鷹式戰鬥機的設計，目的是令它可作超音速飛行，故Yak-141最快速度可達音速1.7倍，成了第一種超音速垂直昇降戰機。它的機身並比Yak-38為大，用以增加載彈和載燃料量，其主翼面積增大而且在前方有邊條，故雅克設計局宣稱Yak-141的機動性及得上米格-29戰鬥機。

## Yak-41和Yak-141
Yak-41和Yak-141都是指Yak-141，只是一個是早期名稱而另一個是後期名稱。

## 性能諸元
- 人員：1名
- 全長：18.36 m
- 翼展：10.105 m
- 全高：5.00 m
- 主翼面積：31.7 m²
- 空重：11,650 kg
- 最大起飛重量：19,500 kg

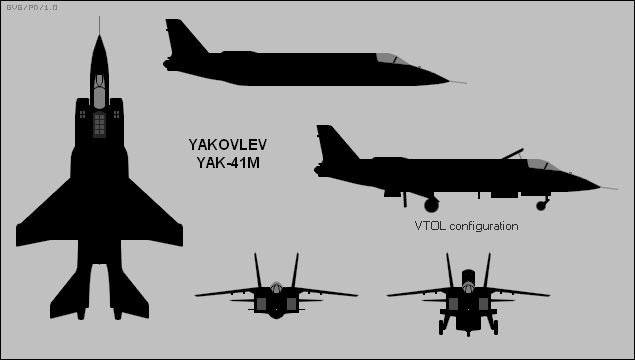
Yak-141三視圖

- 動力：图曼斯基设计局R-79V-300（推進/升力）×1: 108 kN(持续推力) 152 kN(开后燃推力)
土星科研生產聯合體RD-41（升力系統）×2: 41.7 kN(每个)

### 性能表現
- 極速：1,800 km/h
- 航程：  2,100 km
- 爬昇率：  15,000 m/min

### 武裝
- 機炮：1×GSh-30-1 30毫米機炮
- 飛彈：R-73弓箭手短程空對空飛彈、R-77蝰蛇中程空對空飛彈或R-27楊樹飛彈
- 炸彈：2,600 kg各式炸彈

## 用戶
- 苏联

海軍航空兵

### 相關機型
- AV-8攻擊機
- F-35閃電II攻擊戰鬥機

## 註解

## 外部連結
- 像鳥兒一樣騰飛 （页面存档备份，存于）
- Walkaround Yak-141 from Monino Museum (Russia)
- http://military.tomsk.ru/blog/topic-370.htm （页面存档备份，存于）